# 内蒙古棘豆
内蒙古棘豆（学名：Oxytropis neimonggolica）为豆科棘豆属下的一个种。

## 扩展阅读
- 維基物種上的相關：内蒙古棘豆